# Max Paulsen

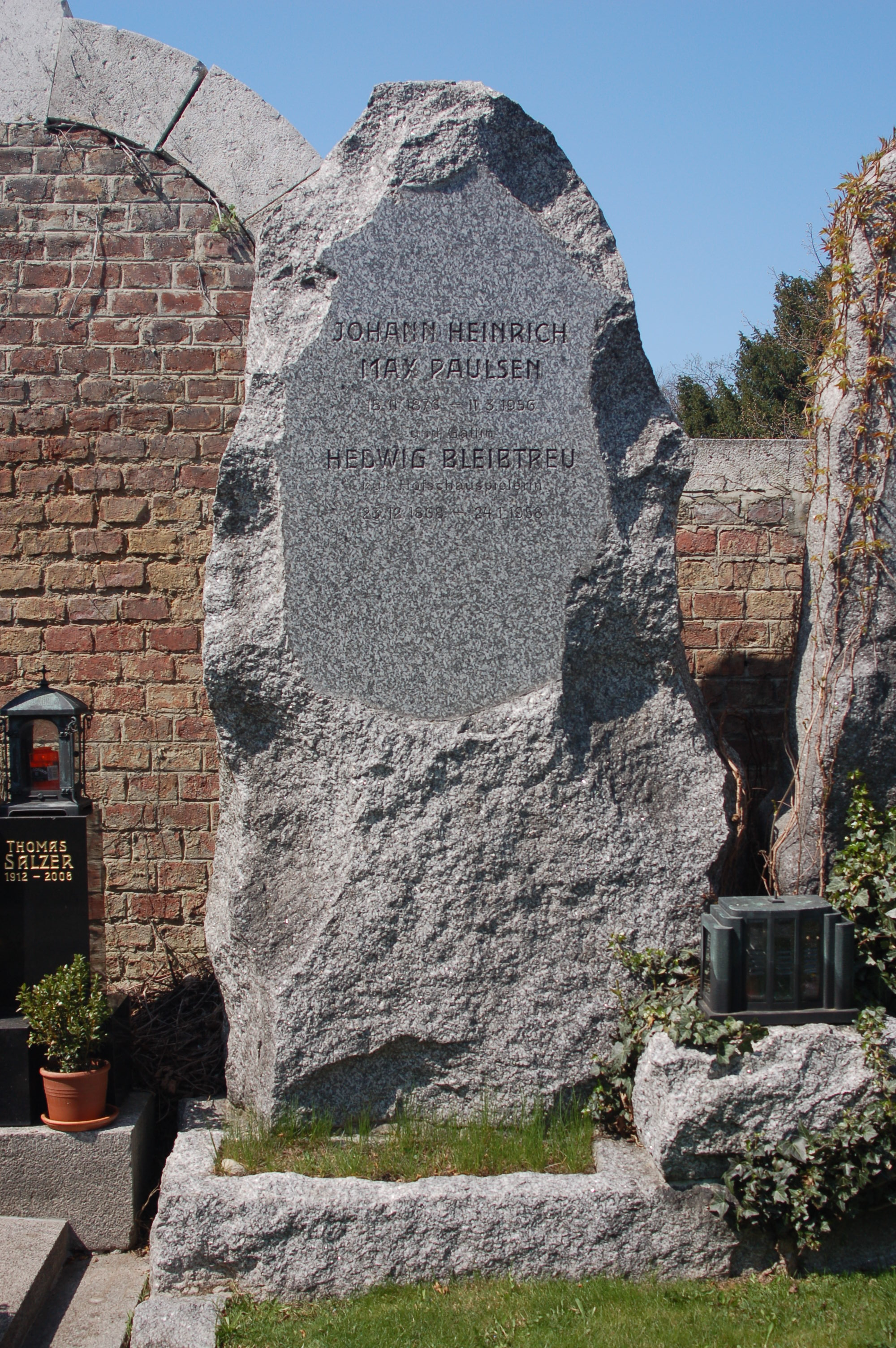
Grabstätte von Max Paulsen

Max Johann Heinrich Paulsen, Pseudonym Peter Petersen (* 18. November 1876 in Hamburg; † 11. März 1956 in Wien) war ein österreichischer Schauspieler, Regisseur und Theaterleiter.

## Leben
Paulsen hatte nach dem Besuch des Realgymnasiums in seiner Heimatstadt Hamburg Schauspielunterricht bei Paul Schumann erhalten. 18-jährig gab er 1894 sein Debüt in Rastatt (in einer Aufführung von Don Karlos). Nach Zwischenstationen in Konstanz, Bern und Weimar kam er 1896 für zwei Spielzeiten nach Berlin (ans Hoftheater), übersiedelte bereits im Jahre 1898 nach Wien – der Stadt, der er die Treue halten sollte.
Paulsen war die kommenden 25 Jahre Ensemblemitglied des Burgtheaters und leitete dieses darüber hinaus in der Saison 1922/23. 1923 vom österreichischen Staat zum Hofrat ernannt, verabschiedete sich Paulsen für ein knappes Vierteljahrhundert von der Bühnenschauspielerei und kehrte erst 1945 ans Theater zurück, als Der befreite Don Quijote von Anatoli Lunatscharski am Wiener Volkstheater (Regie: Günther Haenel, 1945) und 1947 an die Burg, als Schauspieler wie als Regisseur.
In der Zwischenzeit lehrte er als Professor an der Wiener Akademie für Musik und darstellende Kunst und übernahm seit seinem Debüt an der Seite Paula Wesselys in dem Film Maskerade auch einige Rollen vor der Kamera. In diesem Zusammenhang entstand auch sein Künstlername Peter Petersen, unter dem er fortan sowohl im Film als auch am Theater auftrat.
Paulsen spielte in mehreren NS-Propagandafilmen mit: 1941 in Heimkehr den Vater einer von den Polen „unterdrückten“ ‚volksdeutschen‘ Lehrerin (Paula Wessely) und einen deutschen Forscher und Bekämpfer der Schlafkrankheit in Germanin – Die Geschichte einer kolonialen Tat, dessen sinnvolle Arbeit von einer vermeintlich destruktiven, britischen Kolonialverwaltung sabotiert wird. Im Jahr 1935 spielte Paulsen in Werner Hochbaums Arztfilm Die ewige Maske, in Manja Valewska (1936), Die Kreutzersonate (1936/1937) und Maja zwischen zwei Ehen (1938). Er verkörperte meist machtvolle Honoratioren und respekteinflößende Entscheidungsträger bzw. Patriarchen. Paulsen (Petersen) stand 1944 in der Gottbegnadeten-Liste des Reichsministeriums für Volksaufklärung und Propaganda.
Nach dem Zweiten Weltkrieg zog er sich vom Film zurück und konzentrierte sich auf Auftritte am Wiener Burgtheater. Nach einem Leben an der Seite von Hedwig Bleibtreu starb Peter Petersen am 11. März 1956 in Wien und wurde auf dem Pötzleinsdorfer Friedhof (Gruppe F, Nummer 88/89) beigesetzt.

## Filmografie (Auswahl)
- 1934: Maskerade
- 1935: Die ewige Maske
- 1936: Manja Valewska
- 1937: Die Kreutzersonate
- 1938: Maja zwischen zwei Ehen
- 1938: Spiegel des Lebens
- 1941: Heimkehr
- 1943: Germanin – Die Geschichte einer kolonialen Tat
- 1951: Die Sonnenbrucks